# 山石鮰
山石鮰為輻鰭魚綱鯰形目北美鯰科的其中一種，分布於美國，從伊利諾州、賓夕法尼亞州至田納西州、喬治亞州的淡水流域，體長可達13公分，棲息在水質清澈、礫石底質的溪流、河川，以水生昆蟲為食。

## 擴展閱讀
維基物種上的相關：山石鮰